# Serie A 1955 (baseball)
La Serie A 1955 è stata l'8ª edizione del torneo di primo livello del campionato italiano di baseball. 
Lo scudetto è stato conquistato dalla Lazio per la seconda volta nella sua storia.

## Formula
La competizione fu strutturata su un girone unico all'italiana con gare di andata e ritorno tra le otto squadre partecipanti.

## Squadre partecipanti
| Club           | Città        | Impianto | Stagione precedente           |
| -------------- | ------------ | -------- | ----------------------------- |
| CUS Bologna    | Bologna      |          | 8º in Serie A 1954, ripescato |
| CUS Milano     | Milano       |          | 6º in Serie A 1954            |
| Firenze        | Firenze      |          | 7º in Serie A 1954            |
| Giants Trieste | Trieste      |          | 4º in Serie A 1953            |
| Lazio          | Roma         |          | 3º in Serie A 1954            |
| Libertas Inter | Milano       |          | 5º in Serie A 1954            |
| Nettuno 1945   | Nettuno (RM) |          | 1º in Serie A 1954            |
| Roma           | Roma         |          | 2º in Serie A 1954            |

## Stagione

### Classifica finale
|  | Pos. | Squadra        | G  | V  | P  | PCT  | GB   |
|  | ---- | -------------- | -- | -- | -- | ---- | ---- |
|  | 1.   | Lazio          | 14 | 12 | 2  | .857 | -    |
|  | 2.   | Nettuno 1945   | 14 | 11 | 3  | .786 | 1,0  |
|  | 3.   | Libertas Inter | 14 | 10 | 4  | .714 | 2,0  |
|  | 4.   | Roma           | 14 | 9  | 5  | .643 | 3,0  |
|  | 5.   | CUS Bologna    | 14 | 5  | 9  | .357 | 7,0  |
|  | 6.   | Firenze        | 14 | 4  | 10 | .286 | 8,0  |
|  | 7.   | Giants Trieste | 14 | 2  | 12 | .143 | 10,0 |
|  | 8.   | CUS Milano     | 14 | 2  | 12 | .143 | 10,0 |

Legenda:
      Campione d'Italia.
      Retrocesso in Serie B.